# Hebe Tien
Hebe Tien (chiń. 田馥甄, pinyin: Tián Fùzhēn; ur. 30 marca 1983 w Xinzhu) – tajwańska piosenkarka i aktorka. Zyskała sławę na początku 2000 roku jako członkini tajwańskiej grupy S.H.E.  W 2010 roku wydała debiutancki solowy album „To Hebe”.

## Biografia
Po bardzo udanej karierze w S.H.E, Tien zadebiutowała jako solowa artystka muzyczna w 2010 roku. We wrześniu otrzymała uznanie krytyków za swój debiutancki album „To Hebe”.
W maju 2011 roku album „To Hebe” został nominowany do czterech nagród na Golden Melody Awards. Wygrał w kategorii najlepszy teledysk za „Leave Me Alone” i najlepszy producent singla za „LOVE!”. We wrześniu Tien wydała swój drugi album „My Love”.
W maju 2012 roku album „My Love” jest najczęściej nominowanym albumem na Golden Melody Awards, otrzymując łącznie siedem nominacji, w tym nagrodę Golden Melody Award za najlepszy album mandaryński i najlepszy teledysk do piosenki „My Love”.
13 listopada 2013 roku Tien wydała teledysk do tytułowego utworu z jej trzeciego albumu „Insignificance” o tym samym tytule, który ukazał się 29 listopada. Na końcu teledysku do piosenki „Insignificance” można zauważyć polski akcent cytat z wiersza Wisławy Szymborskiej „Pod jedną gwiazdką” recytowany przez Tien.
W maju 2014 roku album „Insignificance” został nominowany do dwóch nagród na Golden Melody Awards, w tym za najlepszy teledysk. W tym samym roku Tien została nagrodzona tytułem Best Taiwanese Act na MTV Europe Music Awards. Natomiast 6 grudnia rozpoczęła swoją pierwszą światową trasę koncertową „IF”, która rozpoczęła się w Taipei Arena. Bilety na dwudniowy koncert w Tajpej wyprzedały się w ciągu 10 minut.
W lipcu 2015 roku zaśpiewała piosenkę „A Little Happiness” do tajwańskiego filmu Our Times, a we wrześniu wydała „Pretty Woman” jako część ścieżki dźwiękowej do chińskiego filmu Go Lala Go 2.
5 marca 2016 r. Tien zakończyła pierwszy etap światowej trasy „IF” w Singapore Indoor Stadium. W maju piosenka „A Little Happiness” została nominowana w kategorii piosenka roku oraz najlepszy kompozytor podczas gali Golden Melody Awards. 17 czerwca rozpoczęła się druga część jej światowej trasy koncertowej zatytułowanej „IF Plus” w Hong Kong Coliseum, gdzie po raz pierwszy wykonała piosenki „When you are gone” i „Every day is a Miracle”, które znalazły się na jej czwartym albumie. 13 lipca Tien wydała swój czwarty album „Day by Day”. 20 sierpnia piosenka „A Little Happiness” osiągnęła 100 milionów wyświetleń na YouTube, czyniąc ją pierwszą chińskojęzyczną piosenkarką z ponad 100 milionami wyświetleń. W listopadzie Tien uczestniczyła jako juror obok JJ Lin, A-Mei, Jam Hsiao i duetu Yu Quan w pierwszym sezonie chińskiego programu muzycznego Sound of My Dream.
W lutym 2017 roku Tien i chiński piosenkarz Jing Boran wykonali chińską piosenkę przewodnią do filmu Piękna i Bestia. W maju album „Day By Day” został nominowany do dwóch nagród podczas Golden Melody Awards, w tym za najlepszy teledysk „Love Yourself”. 2 września Tien zakończyła swoją światową trasę „IF Plus”, dodając dwie dodatkowe daty w Kaohsiung Arena z łącznie 38 koncertami w 23 miastach.
20 sierpnia 2018 r. Tien wydała nagraną na żywo piosenkę „Stay” skomponowaną przez siebie w ramach serii LIVE IN LIFE, aby uchwycić swoje obecne emocje. Piosenka wyprodukowana przez Sandee Chan została ostatecznie nominowana do nagrody w kategorii producent roku singel na Golden Melody Awards. W tym samym miesiącu grupa S.H.E wydała swój ostatni singel z wytwórnią płytową HIM International Music, zatytułowany „Seventeen”, napisany przez wokalistę Sodagreen, Wu Qing-fenga, aby uczcić 17. rocznicę debiutu grupy. Podobnie jak piosenka „Stay” singel „Seventeen” również został nominowany do tegorocznych nagród Golden Melody Awards za najlepszy teledysk i najlepszą piosenkę roku. Po 17 latach we wrześniu 2018 roku Tien wraz z innymi członkiniami S.H.E oficjalnie opuściła HIM International Music i założyła własną firmę zarządzającą A TUNE Music. W grudniu wydała „Jasper Night” swój pierwszy singel poza HIM, jako ścieżkę dźwiękową do chińskiego filmu Long Day's Journey into Night.
W kwietniu 2019 roku Tien podpisała umowę nagraniową z Pourquoi Pas Music gdzie będzie współpracować ze swoją firmą zarządzającą. Zapowiedziała, że jej piąty album studyjny i druga światowa trasa koncertowa są przygotowywane. We wrześniu wydała swój pierwszy singel z nową wytwórnią płytową „Still Early” jako ścieżkę dźwiękową do chińskiego filmu Midnight Diner.
We wrześniu 2020 roku Tien wydała swój piąty album studyjny, „Time Will Tell” i wystąpiła na drugiej trasie koncertowej w Taipei Arena. Również w 2020 pojawiła się na gali Golden Melody Awards po tym, jak została na nią zaproszona w roli gościa.
W maju 2021 roku, piąty studyjny album Tien, „Time Will Tell”, został nominowany do 6 nagród podczas 32. edycji gali Golden Melody Awards, w tym za najlepszy album w języku mandaryńskim, teledysk roku „One, After Another”, najlepsza wokalistka mandaryńska. Tien na tej gali zdobyła nagrodę dla najlepszej wokalistki mandaryńskiej. W sierpniu Tien zdobyła kilka nagród na gali Hito Music Awards za swój album „Time Will Tell”, w tym dla najlepszej wokalistki, nagroda wyróżnienia mediów, dziesięć najlepszych chińskich piosenek roku, 100 najlepszych singli 2020 oraz nagrodę dla najlepszego kompozytora za singel „A Song For You”.

## Filmografia

### Seriale
- Bull Fighting (2007)
- Reaching for the Stars (2005)
- Say Yes Enterprise (2004)
- Happy New Year 2004 (2004)
- The Rose (2003)
- Magical Love (2001)

### Filmy
- Passion (2014)
- Abba (2011)
- A Disguised Superstar (2003)

## Dyskografia

### Albumy
- To Hebe (2010)
- My Love (2011)
- Insignificance (2013)
- Day by Day (2016)
- Time Will Tell (2020)